# Réserve naturelle nationale de Saint-Mesmin
La réserve naturelle nationale de Saint-Mesmin (RNN26) est une réserve naturelle nationale située dans le Loiret en région Centre-Val de Loire. Classée en 2006, elle s'étend sur 263 ha et protège 9 km du cours de la Loire.

## Localisation

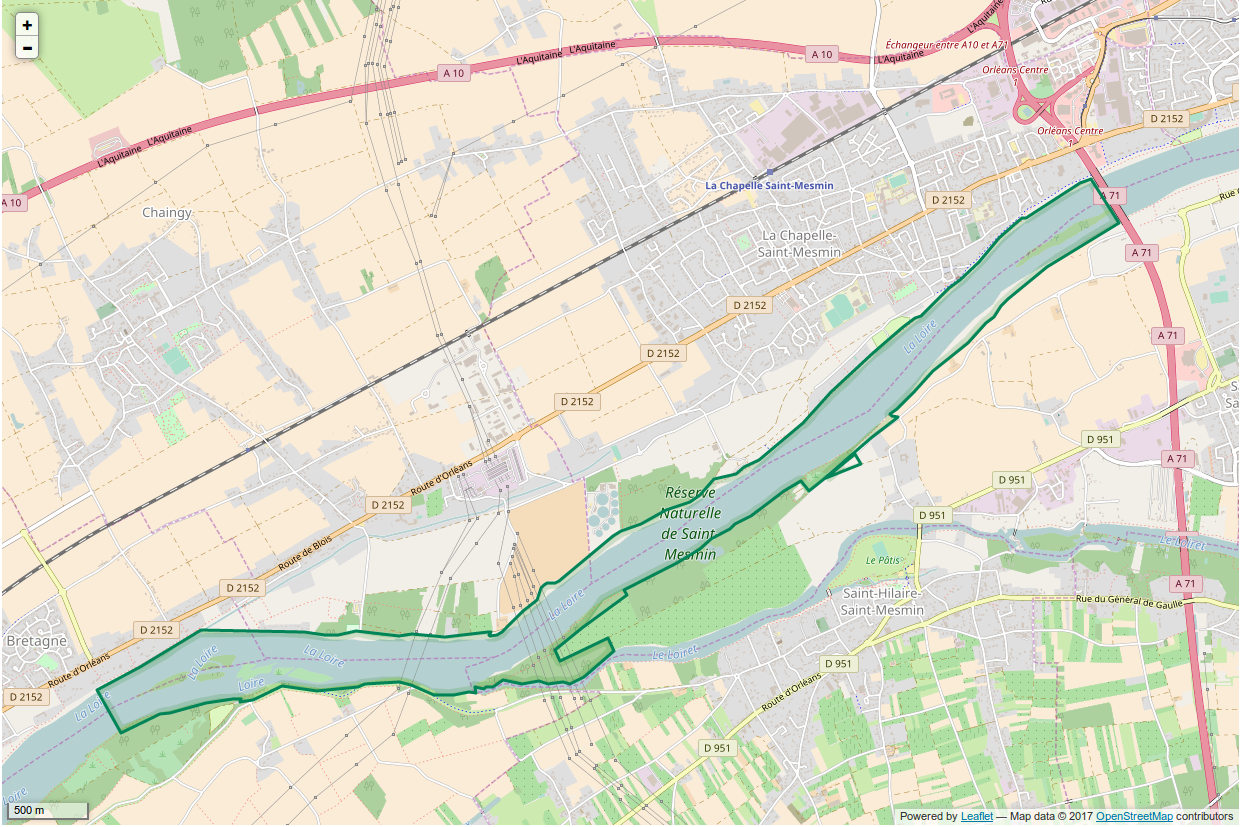
Périmètre de la réserve naturelle.

La réserve naturelle se situe en région Centre-Val de Loire, dans le département du Loiret et dans la région naturelle du Val de Loire, à quelques kilomètres à l'ouest de l'agglomération orléanaise. Elle occupe 9 km du cours de la Loire sur les communes de Saint-Pryvé-Saint-Mesmin, Mareau-aux-Prés, La Chapelle-Saint-Mesmin, Chaingy et Saint-Ay . Elle s'étend sur  263 ha et comprend notamment les îles de Saint-Pryvé-Saint-Mesmin et de Mareau, le site de Fourneaux-Plage et la pointe de Courpain où la rivière Loiret conflue avec la Loire. La limite nord-est est constituée par le pont de l'A71 sur la Loire.

## Histoire du site et de la réserve

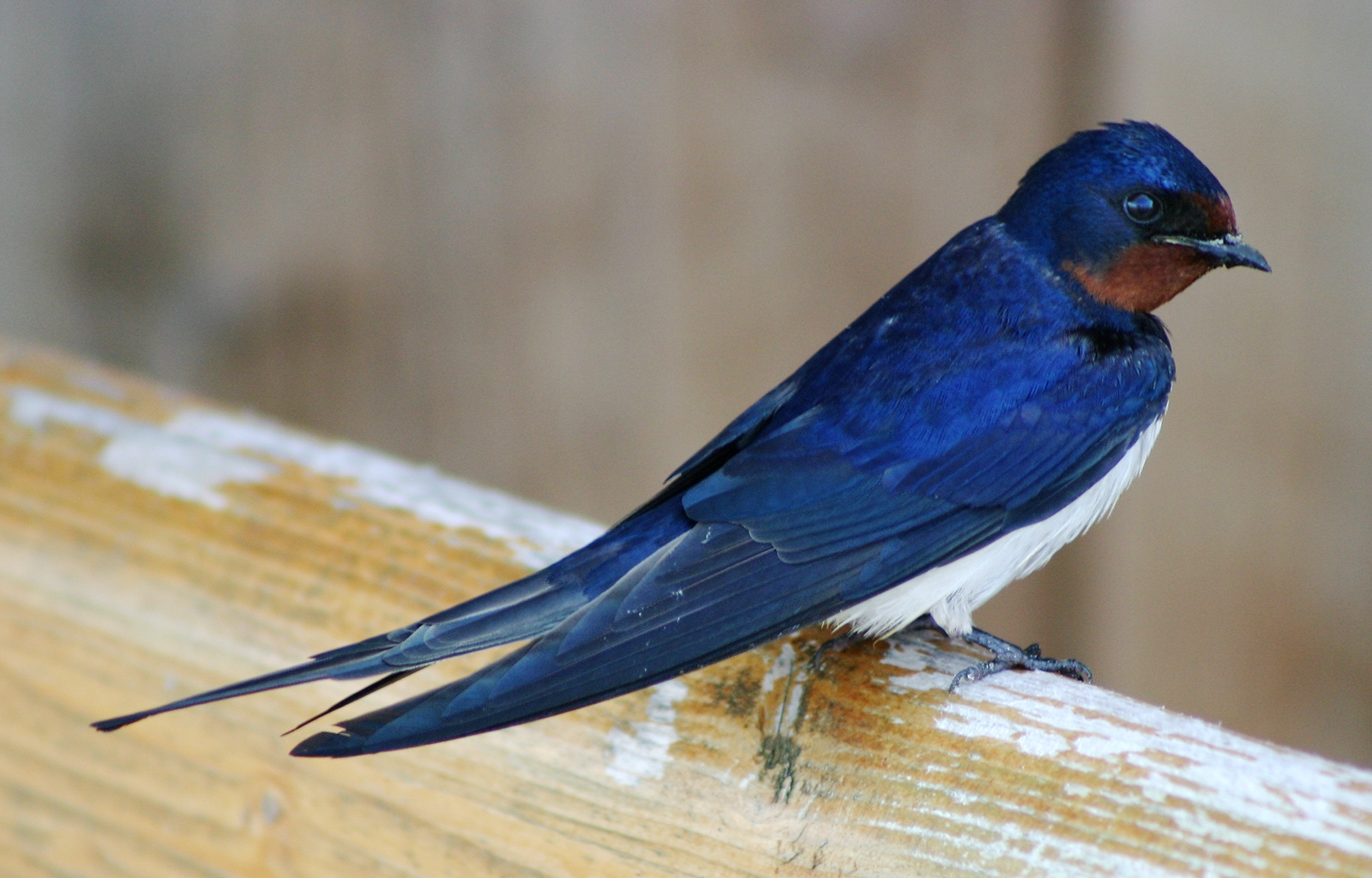
Hirondelle rustique.

L'intérêt de l'île de Saint-Pryvé-Saint-Mesmin est découvert dès les années 1950, en particulier en période de migration, lorsque de très nombreux passereaux (notamment l'Hirondelle rustique) font escale dans les roselières. Une première réserve est créée en 1975 sous l'appellation de réserve naturelle de l’île de Saint-Pryvé-Saint-Mesmin. En 2006, elle est agrandie et prend le nom de réserve naturelle de Saint-Mesmin. Elle est située dans le périmètre du Val de Loire inscrit au patrimoine mondial de l'UNESCO, à l'ouest d'Orléans. 

## Écologie (biodiversité, intérêt écopaysager…)

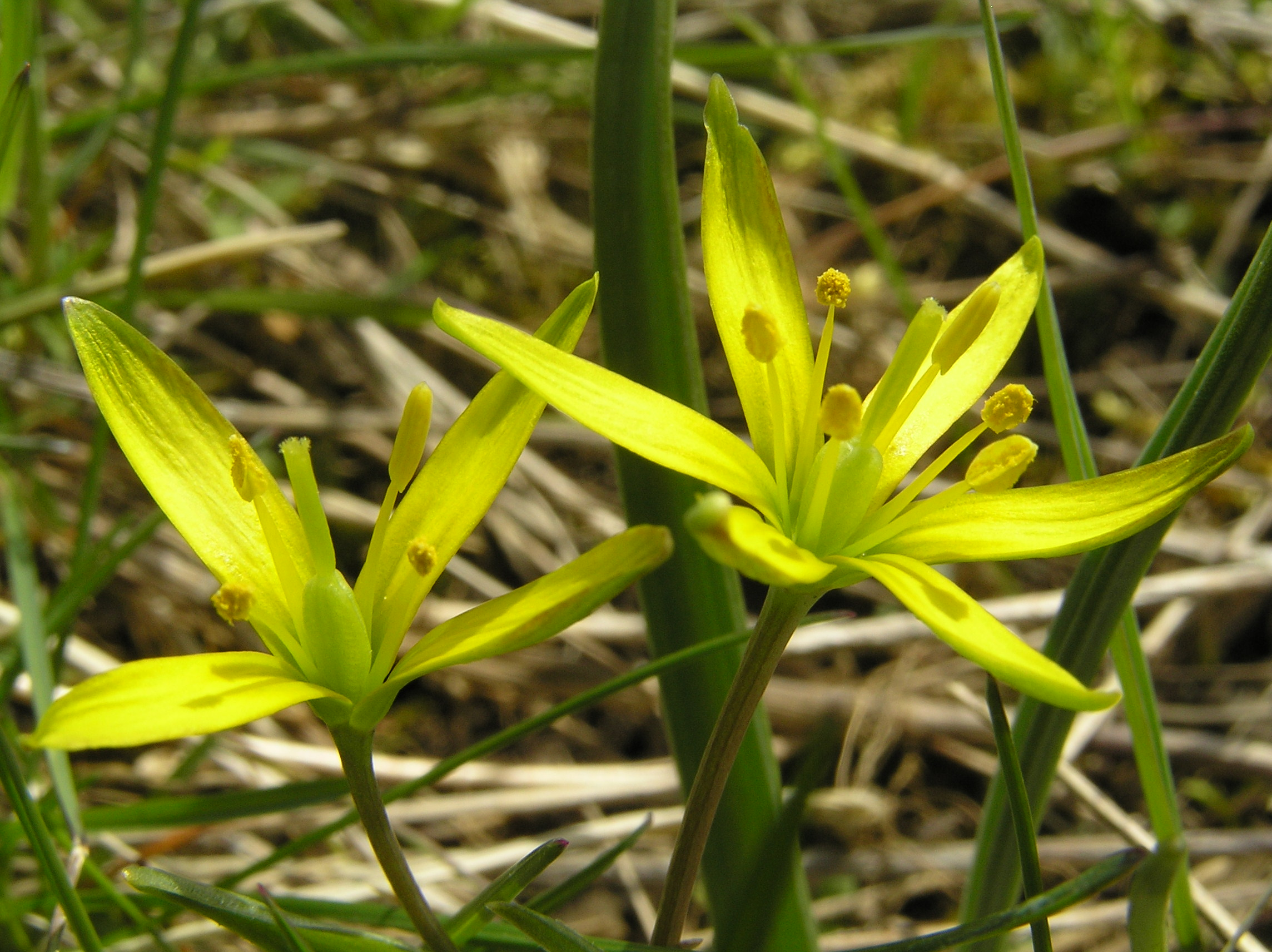
Gagée des prés.

La réserve naturelle de Saint-Mesmin est constituée d'une mosaïque de milieux. Elle abrite des milieux naturels d'intérêt européen :
- les milieux pionniers sur grèves de vase et de sable
- les mégaphorbiaies (milieux humides et riches à grandes herbes)
- la forêt alluviale
- la végétation flottante à renoncules des rivières[6]

## Géologie

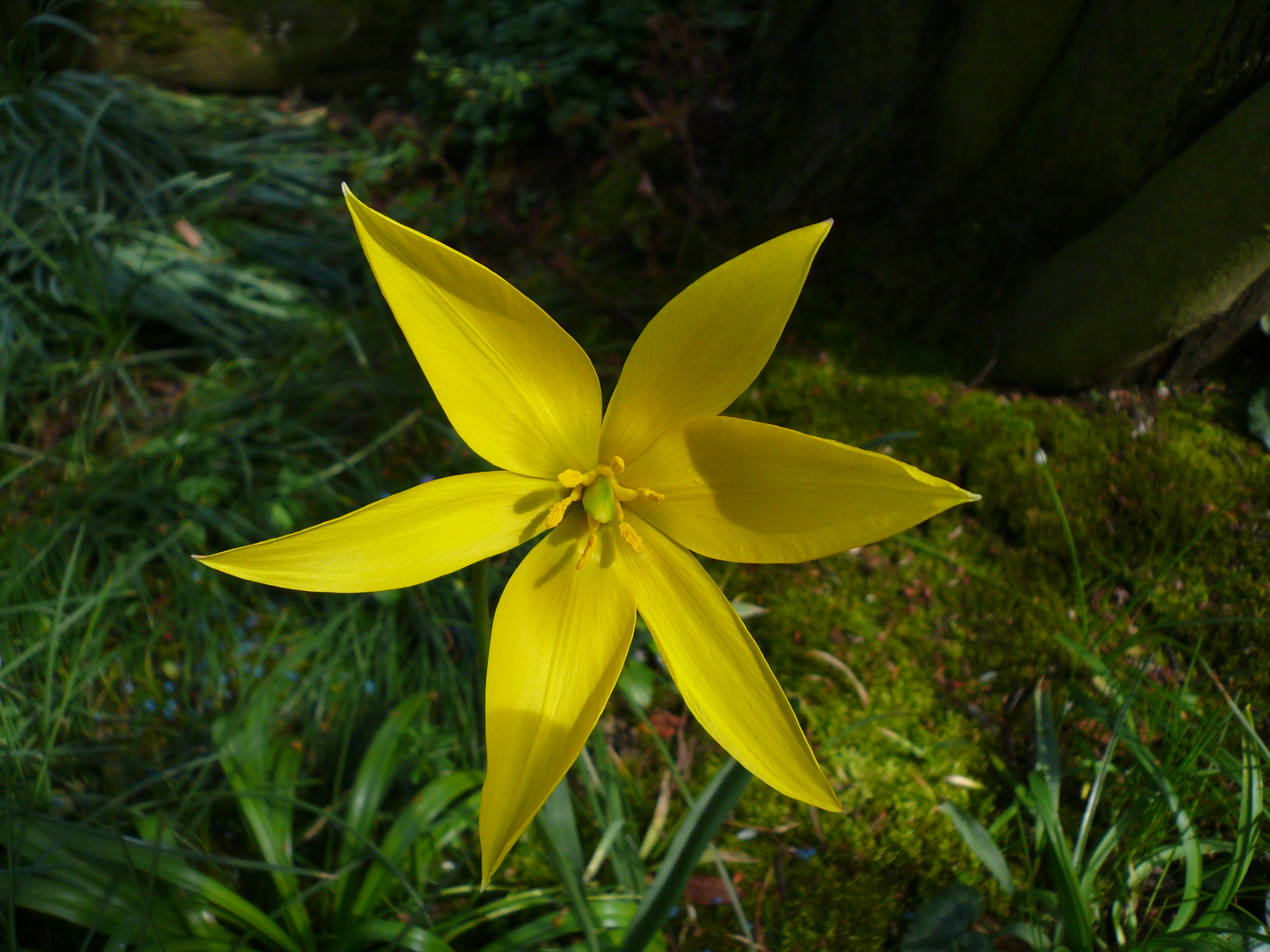
Tulipe sauvage.

Le sol est principalement calcaire.

### Flore
748 espèces de plantes supérieures ont été recensées dont 4 sont protégées au niveau national - la pulicaire vulgaire, la gagée des prés l'Odontite de Jaubert et la tulipe sauvage - ainsi que 6 au niveau régional - la limoselle aquatique, le pigamon jaune, la corydale à bulbe plein, la laîche de Loire, la Potentille couchée et la scille d'automne. 
Le peuplier noir et le saule blanc sont caractéristiques de la forêt alluviale.

### Faune

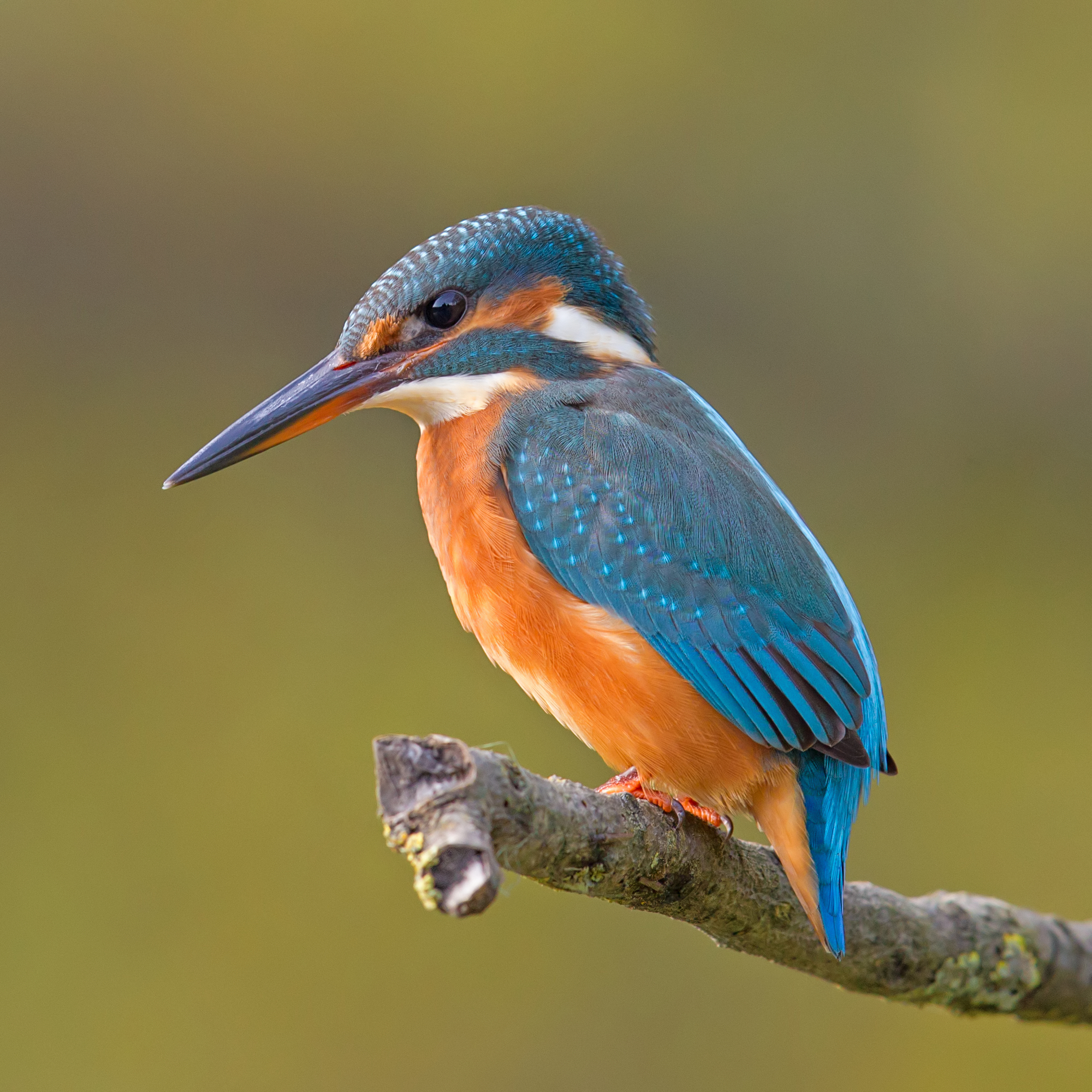
Martin-pêcheur d'Europe.

1893 espèces d'animaux ont été recensées.

#### Oiseaux
Les recensements ont relevé 261 espèces d'oiseaux dans la réserve parmi lesquels des nicheurs tels que le petit gravelot, le chevalier guignette, les sternes naine et pierregarin, la rousserolle effarvatte, le bruant des roseaux, le martin-pêcheur d'Europe, la bouscarle de Cetti..., des migrateurs tels que le balbuzard pêcheur, les hirondelles, le martinet noir... et des hivernants tels que le tarin des aulnes, les grives mauvis et litornes et le grand cormoran, espèce grégaire qui se rassemble en dortoirs.

#### Mammifères
La réserve compte 36 espèces de mammifères dont le castor d’Europe depuis 1983 (après sa réintroduction à Blois dans les années 1975). La Loutre est revenue naturellement depuis 2013. On peut également citer 13 espèces de chauves-souris.

#### Poissons
Parmi les 36 espèces de poissons recensées, on peut citer : le chabot, la bouvière, le saumon atlantique, la grande alose, l'alose feinte, l'anguille, la loche franche et l'épinochette.

#### Reptiles et amphibiens
La réserve compte 6 espèces d'amphibiens dont le alyte accoucheur ainsi que 8 espèces de reptiles dont la couleuvre vipérine.

### Champignons, lichens et autres organismes remarquables
On a recensé plus de 380 espèces de champignons, et 69 bryophytes. 

### Espèces invasives
végétales : Jussie, Ailante, Erable negundo, Renouée du Japon...
animales : Ragondin, Bernache du Canada, Corbicule...

## Réglementation
Comme toute réserve naturelle nationale en France, celle de Saint-Mesmin a pour objectif de protéger la faune, la flore et les milieux naturels. Proche de l'agglomération d'Orléans, elle est fréquentée et son patrimoine naturel est sensible. Le décret ministériel de création a défini la réglementation,.
Sur le terrain, des panneaux et des pictogrammes indiquent aux promeneurs la bonne conduite à tenir.
Ainsi, l'atteinte aux végétaux, le feu, le bivouac, le survol a moins de 150m d'altitude, les dépôts de déchets ou l'introduction de chien sont par exemple interdits sur le territoire de la réserve naturelle. 
L'accès à l'île de Saint-Pryvé est également interdite, permettant la quiétude de la faune sauvage.
La présence d'un Arrêté Préfectoral de Protection de Biotopes (APPB) sur une des 4 îles de Mareaux-aux-Prés permet également de maintenir une zone de quiétude durant la période de reproduction des sternes (sternes pierregarins et sternes naines) ainsi que d'autres espèces pionnières (petits gravelots, oedicnemes criards). Ce dernier interdit l'accès à l'île du 1er avril au 15 août.

## Intérêt touristique et pédagogique
La réserve naturelle de Saint-Mesmin est accessible en rive droite, depuis la route départementale 2 152 (route de Blois), et en rive gauche, depuis la route départementale 951 (route d'Orléans).
Les sentiers de grande randonnée 3 et 655E (ou Via Turonensis) traversent le territoire de la réserve.

## Administration, plan de gestion, règlement
La réserve naturelle de Saint-Mesmin est gérée par l'association Loiret Nature Environnement.

### Outils et statut juridique
La réserve naturelle de l'Ile de Saint-Pryvé-Saint-Mesmin a été créée par un arrêté ministériel du 19 novembre 1975. Un décret ministériel daté du 14 décembre 2006 crée la réserve naturelle nationale de Saint-Mesmin. Un périmètre de protection est ajouté le 21 décembre 2007.